# Marie-Marguerite Dufay
Marie-Marguerite Dufay, più nota come Marie-Guite Dufay, (Parigi, 21 maggio 1949) è una politica francese, esponente del Partito Socialista. Dal 2016 presidente del consiglio della regione Bourgogne-France-Comté, rieletta nel 2021.

## Biografia
Nata nel 1949 a Parigi,  Marie-Marguerite Dufay trascorse la giovinezza nel dipartimento dall'Allier e poi continuò i suoi studi all'Institut d'études politiques de Paris. Nel 1971 si trasferì in France-Comté.
Al suo arrivo a Besançon, entrò nei servizi della Prefettura dove lavorò agli affari economici della regione. Si è poi unita al centro culturale Pierre Bayle dove è diventata responsabile  di determinate missioni, in particolare sull'attuazione di eventi per far conoscere meglio il mondo dell'economia.